# 人矿
人矿是中国大陆2023年初流行的网络词汇，指“生下来就被当作消耗品使用的人”。 多用于自嘲，意思近似「屌絲、牛馬」。

## 简介
据考证，“人矿”一词最早出现在1984年3月《人民日报》上，指人是一种资源。 马英九主政时期，也用于描述通过做好教育等方式培育人才。2023年初，“人矿”一词在中国社交网络上再度流传。“人矿”是把人当成没有感情的矿产资源，即“读20年书，还30年房贷，住20年医院，从生下来就被作为消耗品使用的中国人”。2023年1月4日，“人矿”短暂冲到了微博热搜榜。
类似的术语包括“人口红利”、“干电池”、“耗材”、“低端人口”等。

## 后续
微博，抖音和知乎网等各大社群媒体已经封禁该词。 中國大陸社交網站上關於「人礦」的內容已被刪光，頁面上僅留下「根據相關法律法規和政策，話題頁未予顯示。」